# Rechtslage Deutschlands nach 1945

„Deutschlandtheorien“ über den Untergang bzw. Fortbestand des Deutschen Reiches, Schaubild

Als Rechtslage Deutschlands nach 1945 wird die rechtliche Stellung des Deutschen Reiches nach der bedingungslosen Kapitulation der Wehrmacht am 7./8. Mai 1945 bezeichnet. Konkret stellte sich die Frage, ob der besetzte deutsche Nationalstaat, dessen oberste Regierungsgewalt die Alliierten mit der Berliner Erklärung am 5. Juni 1945 übernommen hatten, aus staats- und völkerrechtlicher Sicht als Rechtssubjekt weiter fortbestand oder untergegangen war. Da Staatsvolk und Staatsgebiet 1945 noch vorhanden waren, wurde im Sinne der Drei-Elemente-Lehre vor allem darüber gestritten, ob die Staatsgewalt weggefallen war. Das Grundgesetz für die Bundesrepublik Deutschland ging vom Fortbestand des Deutschen Reiches aus. Das Bundesverfassungsgericht bestätigte dies 1973 und stellte fest, dass auf deutschem Boden zwei Staaten existierten, die füreinander nicht Ausland seien, die Bundesrepublik Deutschland und die Deutsche Demokratische Republik. International blieb die Frage bis zur deutschen Wiedervereinigung im Jahr 1990 umstritten; im Ostblock ging man nach der Gründung der beiden deutschen Staaten davon aus, dass der gesamtdeutsche Staat auch in rechtlicher Hinsicht untergegangen und nunmehr zwei Nachfolgestaaten an seine Stelle getreten seien.

## Rechtliche Vorstellungen der Siegermächte
Als Ergebnis der Konferenz von Casablanca hatte US-Präsident Franklin D. Roosevelt am 24. Januar 1943 die Forderung nach der bedingungslosen Kapitulation formuliert. Roosevelt wollte klarstellen, dass NS-Deutschland kein Vertragspartner der Alliierten sein konnte. Vielmehr sollte die nationalsozialistische Staatsgewalt vollständig beseitigt werden, um freie Hand bei der Neugestaltung zu haben. Auf der Grundlage der Planungen des amerikanischen Außenministers Cordell Hull empfahl die Anfang 1944 konstituierte Europäische Beratungskommission (EAC), dass Deutschland nicht nur militärisch, sondern auch staatlich-politisch bedingungslos kapitulieren und deshalb auch die deutsche Reichsregierung die Kapitulationsurkunde unterzeichnen sollte. Dass dadurch neues Völkerrecht geschaffen würde, war beabsichtigt. Die am 25. Juli 1944 verabschiedete Kapitulationsurkunde sowie der kommentierende Bericht der EAC machten deutlich, dass die Hauptsiegermächte die Rechtslage Deutschlands nach der Kapitulation einseitig regeln wollten. Allerdings setzten sich der amerikanische Oberkommandierende Dwight D. Eisenhower und das sowjetische Oberkommando einvernehmlich über diese Konzeption hinweg und vereinbarten am 4. Mai 1945 eine ausschließlich militärische Kapitulation. Es gelang dem amerikanischen Vertreter der EAC, Botschafter John Gilbert Winant, lediglich, eine Änderung im Artikel 4 zu erwirken, die festlegte, dass die Alliierten die spezifisch militärische Kapitulationsurkunde durch eine andere Form der Kapitulation ersetzen könnten. Mit der Berliner Erklärung vom 5. Juni 1945 setzten die Alliierten diesen Vorbehalt um und übernahmen die Regierungsgewalt („supreme authority“) in Deutschland. Gemäß dem Londoner Protokoll wurde Deutschland in Besatzungszonen aufgeteilt, in denen die jeweiligen Oberbefehlshaber die Regierungsgewalt im Namen ihrer Regierungen ausübten. Für gemeinsame Angelegenheiten wurde der Alliierte Kontrollrat etabliert.

Grenzen der Besatzungszonen in Deutschland, 1947. Die Gebiete östlich der Oder-Neiße-Grenze, unter polnischer und sowjetischer Verwaltung/Annexion, sowie das Saarprotektorat sind hellgelb dargestellt. Berlin ist eine Viersektorenstadt inmitten der sowjetischen Besatzungszone.

„Die deutschen Streitkräfte zu Lande, zu Wasser und in der Luft sind vollständig geschlagen und haben bedingungslos kapituliert, und Deutschland, das für den Krieg verantwortlich ist, ist nicht mehr fähig, sich dem Willen der siegreichen Mächte zu widersetzen. Dadurch ist die bedingungslose Kapitulation Deutschlands erfolgt, und Deutschland unterwirft sich allen Forderungen, die ihm jetzt oder später auferlegt werden.

Es gibt in Deutschland keine zentrale Regierung oder Behörde, die fähig wäre, die Verantwortung für die Aufrechterhaltung der Ordnung, für die Verwaltung des Landes und für die Ausführung der Forderungen der siegreichen Mächte zu übernehmen. […]
Die Regierungen des Vereinigten Königreichs, der Vereinigten Staaten von Amerika, der Union der Sozialistischen Sowjet-Republiken und die Provisorische Regierung der Französischen Republik übernehmen hiermit die oberste Regierungsgewalt in Deutschland, einschließlich aller Befugnisse der deutschen Regierung, des Oberkommandos der Wehrmacht und der Regierungen, Verwaltungen oder Behörden der Länder, Städte und Gemeinden. Die Übernahme zu den vorstehend genannten Zwecken der besagten Regierungsgewalt und Befugnisse bewirkt nicht die Annektierung Deutschlands.“

Historiker haben die Übernahme der obersten Regierungsgewalt in Deutschland durch die Siegermächte so gedeutet, dass der deutsche Staat als solcher unterging. Diese Theorie stand auch am Ausgangspunkt der rechtlichen Überlegungen zum Kriegsende. Der exilierte Völkerrechtler Hans Kelsen hatte 1944 vorgeschlagen, dass die Siegermächte Deutschland besetzen und dessen Souveränität durch die gemeinsame Souveränität eines Kondominiums ersetzen sollten, um die geplante Neuordnung durchzuführen. Zu diesem Zeitpunkt herrschte der Plan vor, Deutschland in mehrere Staaten aufzuteilen. Nach der Berliner Deklaration stellte Kelsen fest, Deutschland habe aufgehört, als Staat im Sinne des internationalen Rechts zu existieren. Eine occupatio bellica könne nicht angenommen werden. Eine occupatio bellica hätte bedeutet, dass die Siegermächte an die allgemeinen Grundsätze des völkerrechtlichen Gewohnheitsrechts gebunden und in der Ausübung ihrer Besatzungsherrschaft durch die Haager Landkriegsordnung und die Genfer Konventionen beschränkt gewesen wären. Die erklärten Ziele der Alliierten zur Neugestaltung Deutschlands und zur Umgestaltung gingen jedoch weit darüber hinaus. Kelsens Lösung bestand in der Konstruktion einer originär erworbenen Souveränität der Sieger, was den alliierten Deutschlandplänen entgegenkam. Zur definitiven Ersetzung der Staatsgewalt sah die traditionelle Völkerrechtslehre allerdings einen Akt der Unterwerfung vor (subjugatio, debellatio), wie ihn eine Annexion dargestellt hätte. Diese hatten die Siegermächte explizit abgelehnt. So schien sich Kelsens Lehre zwar zunächst durchzusetzen, aber dieser Standpunkt ließ sich nicht durchhalten. Lediglich die Franzosen legten sich von Anfang an darauf fest, dass Deutschland als Staat untergegangen sei, obgleich sie sich in der Praxis gelegentlich darüber hinwegsetzten. Die USA, Großbritannien und die Sowjetunion hingegen vermieden offenbar bewusst, sich festzulegen, um politischen Handlungsspielraum zu behalten.
Die Frage nach dem Untergang der deutschen Staatlichkeit berührt auch die völkerrechtliche Legitimität der Entscheidungen der Potsdamer Konferenz. Ein lediglich handlungsunfähiges Deutsches Reich wäre völkerrechtlich an die Entscheidungen der „Großen Drei“ über die deutschen Ostgebiete jenseits von Oder und Neiße nicht gebunden, die unter vorläufige Verwaltung Polens bzw. der Sowjetunion gestellt wurden. Gegenüber einem nicht mehr existenten deutschen Staat hätten die Sieger indes wirksam über das deutsche Staatsgebiet verfügt und der Friedensvertragsvorbehalt hätte nur politischen Charakter besessen.

## Die deutsche Diskussion bis Mitte 1948 und ihre Folgen
Für die Deutschen stellte sich das Problem der Fortexistenz deutscher Staatlichkeit mit dem Kriegsende. In der ersten Phase der Diskussion, von 1945 bis 1948, setzte sich die Fortbestandsthese durch.
Für die Regierung Dönitz hatte Wilhelm Stuckart noch am 22. Mai 1945 ein Gutachten vorgelegt, dass Deutschland als Staat völkerrechtlich weiter bestehe. Mit der Verhaftung der Regierung Dönitz am folgenden Tag blieb das Gutachten unbekannt. Andere Probleme stellten sich auf der Ebene der öffentlichen Verwaltung. Beim Aufbau neuer Verwaltungsstrukturen mussten die Rechtssetzungsbefugnisse, die bisherigen Dienstverhältnisse der Angestellten und Beamten sowie die privatrechtlichen Verbindlichkeiten der früheren Behörden geklärt werden. Dazu entstanden gutachterliche Stellungnahmen, die bis auf eine Ausnahme mit staatsrechtlichen Argumenten zu dem Schluss kamen, dass das Reich als Staat nicht untergegangen war. Kelsens Argumentation war zu diesem Zeitpunkt in Deutschland weitgehend unbekannt. Im Oktober/November 1946 stellte Wilhelm Cornides dessen Aufsätze im Europa-Archiv der deutschen wissenschaftlichen Öffentlichkeit vor.
Zu diesem Zeitpunkt hatten Politiker bereits die Initiative ergriffen. Konrad Adenauer etwa beantragte im Mai/Juni 1946 im Zonenbeirat der Britischen Zone, die völkerrechtliche Lage Deutschlands gutachterlich klären zu lassen. Er hoffte, dass dabei die Kontinuität Deutschlands bestätigt würde, um dann die Alliierten zur Einhaltung der Haager Landkriegsordnung (HLKO) anhalten zu können. Die Militärregierung ging darauf jedoch nicht ein und verbot eine weitere Diskussion. Der hessische Ministerpräsident Karl Geiler wandte sich Ende 1946 in Vorträgen entschieden gegen die Thesen Kelsens.
Der Hamburger Völkerrechtler Rudolf Laun veröffentlichte am 19. Dezember 1946 einen Artikel in der Wochenzeitung Die Zeit, in welchem er den Fortbestand des Deutschen Reiches als Rechtssubjekt feststellte und die Einhaltung der HLKO forderte. Es folgte eine publizistische Debatte, woraufhin Laun auf der ersten Nachkriegstagung der deutschen Völkerrechtler im April 1947 seine Thesen wiederholte und daran Forderungen für den Umgang der Besatzungsmächte mit den Deutschen knüpfte. Der SPD-Politiker Georg August Zinn veröffentlichte gleichzeitig entsprechende Stellungnahmen in der Neuen Juristischen Wochenschrift und der Süddeutschen Juristenzeitung.
Die deutsche Staats- und Völkerrechtswissenschaft formierte sich ungeachtet von Meinungsverschiedenheiten im Einzelnen fast geschlossen zugunsten der Kontinuitätstheorie, während die Vertreter einer Untergangsthese wie Hans Nawiasky, Wolfgang Abendroth oder Walter Lewald an den Rand gedrängt wurden. Hinter der juristischen Fachdiskussion stand die Konzeption, dass das Recht für die Politik zu nutzen sei. Als Geächtete der Völkergemeinschaft hoffte man, durch das Insistieren auf dem traditionellen Völkerrecht sich politischen Spielraum verschaffen und für die eigenen Interessen nutzen zu können. Man lehnte deshalb jede einseitigen Änderungen der Kriterien des Völkerrechts ab, die auf der neuartigen Situation nach Krieg, Kapitulation und Besetzung Deutschlands beruhten. In den Jahren 1947 und 1948 war dies auch zunehmend von politischer Bedeutung in Fragen der Besatzungspolitik, der Demontage, Reparationen, Requisitionen, Besatzungskosten oder des Staatsangehörigkeitsrechts. Daraus entwickelte sich eine Diskussion über die Neuregelung des Besatzungsrechts in Form eines Besatzungsstatuts.
Die Republik Österreich, welche nach dem „Anschluss“ Teil des „Großdeutschen Reiches“ geworden und in ihm aufgegangen war (die Moskauer Deklaration der Alliierten vom 1. November 1943 hatte den „Anschluss“ für „null und nichtig“ erklärt, die österreichische Unabhängigkeitserklärung vom 27. April 1945 ging von einer „vollzogenen Annexion“ Österreichs aus und proklamierte demgemäß deren Nichtigkeit), hatte sich 1945 im Wege einer völkerrechtlich wirksamen Abspaltung vom Deutschen Reich getrennt und wurde als neuer Staat in den Grenzen von 1938 wiederhergestellt. Dagegen identifiziert das positive Recht Österreich allerdings mit dem früheren österreichischen Staat und postuliert seine Kontinuität (Okkupationstheorie). Dieser wurde ebenso wie Deutschland in vier Zonen aufgeteilt; genauso wie in Deutschland war damit der Anspruch auf eine gemeinsame Verantwortung der Alliierten für das besetzte Nachkriegsösterreich aufrechterhalten worden. Die österreichische Staatsangehörigkeit (Bundesbürgerschaft) ruhte nicht etwa von 1938 bis 1945, sondern ging unter, so dass 1945 eine neue Staatsangehörigkeit mit Wirkung ex nunc entstanden ist. Daher konnte spätestens seit Kriegsende am 8. Mai 1945 deutsche Staatsgewalt in Österreich nicht mehr ausgeübt werden, woraus sich unterschiedliche Auffassungen zur Staatsangehörigkeitsfrage ergaben, die schließlich in Österreich durch das Staatsbürgerschafts-Überleitungsgesetz 1949 (in der Fassung des Bundesgesetzes vom 25. Januar 1950) und in der Bundesrepublik Deutschland durch das Zweite Gesetz zur Regelung von Fragen der Staatsangehörigkeit vom 17. Mai 1956 geregelt wurden. Über Vermögensfragen einigten sich beide Staaten erst 1957.

## Gründung der Bundesrepublik und der DDR
Nachdem die Londoner Konferenz vom November und Dezember 1947 erfolglos geblieben war, beschlossen die Westalliierten die Errichtung eines westdeutschen Teilstaates. Dabei setzten sich die US-Amerikaner mit ihrem Wunsch nach einem starken Bundesstaat gegen die Franzosen durch, die eigentlich nur einen schwachen Staatenbund an ihrer Grenze dulden wollten. Das vom Parlamentarischen Rat ausgearbeitete, von den westdeutschen Landesparlamenten angenommene und von den Besatzungsmächten genehmigte Grundgesetz für die Bundesrepublik Deutschland wurde am 23. Mai 1949 im Bundesgesetzblatt veröffentlicht und trat am darauffolgenden Tag in Kraft. Durch ihre Organe handlungsfähig wurde die Bundesrepublik aber erst mit Konstituierung des ersten Deutschen Bundestages am 7. September und Amtsantritt der Bundesregierung am 20. September.
Am 7. Oktober 1949 setzte dann in der sowjetischen Besatzungszone die provisorische Volkskammer die Verfassung der Deutschen Demokratischen Republik in Kraft. Am 12. Oktober trat die DDR-Regierung ihr Amt an.
Bereits am 10. April 1949 war das Besatzungsstatut zur Abgrenzung der Befugnisse und Verantwortlichkeiten zwischen der zukünftigen deutschen Regierung und der Alliierten Kontrollbehörde erlassen worden, welches den Westalliierten bestimmte Hoheitsrechte in Bezug auf die Bundesrepublik vorbehielt, so etwa die Wahrnehmung der Auswärtigen Beziehungen der Bundesrepublik oder die Kontrolle ihres Außenhandels, ferner war jede Verfassungsänderung von einer Genehmigung abhängig, Gesetze konnten verworfen werden und die Militärgouverneure behielten sich die volle Machtausübung für den Fall vor, dass die Sicherheit bedroht werde.
Diese Vorbehaltsrechte wurden von der dann am 20. Juni gegründeten Alliierten Hohen Kommission ausgeübt, welche damit weiterhin die oberste Staatsgewalt innehatte. Das Besatzungsrecht hatte Vorrang vor dem Grundgesetz, konnte nicht an dessen Maßstab gemessen werden und nur durch völkerrechtliche Verträge zwischen der Bundesrepublik und den Besatzungsmächten aufgehoben werden. Die Bundesrepublik verfügte also zunächst nur über begrenzte Souveränität.
Mit den 1955 in Kraft getretenen Pariser Verträgen vom 23. Oktober 1954 wurde das Besatzungsregime der Westalliierten in der Bundesrepublik beendet. Zu den Pariser Verträgen gehörte auch der Deutschlandvertrag vom 26. Mai 1952 in der Fassung vom 23. Oktober 1954, in dessen Art. 1 Abs. 2 es hieß:

„Die Bundesrepublik wird […] die volle Macht eines souveränen Staates über ihre inneren und äußeren Angelegenheiten haben.“

Allerdings enthielt gleichzeitig Art. 2 Vorbehalte bezüglich Berlins und Deutschlands als Ganzem:

„Im Hinblick auf die internationale Lage, die bisher die Wiedervereinigung Deutschlands und den Abschluß eines Friedensvertrags verhindert hat, behalten die Drei Mächte die bisher von ihnen ausgeübten oder innegehabten Rechte und Verantwortlichkeiten in bezug auf Berlin und auf Deutschland als Ganzes einschließlich der Wiedervereinigung Deutschlands und einer friedensvertraglichen Regelung.“

Die Bundesrepublik verfügte also auch mit Inkrafttreten noch nicht wieder über ihre volle Souveränität.
Aufgrund der Entwicklung in der Bundesrepublik gab die Sowjetunion am 25. März 1954 eine einseitige Erklärung über die „Herstellung der vollen Souveränität der Deutschen Demokratischen Republik“ ab:

„1. Die UdSSR nimmt mit der Deutschen Demokratischen Republik die gleichen Beziehungen auf wie mit anderen souveränen Staaten.“

„Die Deutsche Demokratische Republik wird die Freiheit besitzen, nach eigenem Ermessen über ihre inneren und äußeren Angelegenheiten einschließlich der Frage der Beziehungen zu Westdeutschland zu entscheiden.“

„2. Die UdSSR behält in der Deutschen Demokratischen Republik die Funktionen, die mit der Gewährleistung der Sicherheit in Zusammenhang stehen und sich aus den Verpflichtungen ergeben, die der UdSSR aus den Viermächteabkommen erwachsen.“

Daraufhin erklärte zwei Tage später die DDR ihre Souveränität. Beide deutsche Staaten machten 1973 mit ihrem Beitritt zu den Vereinten Nationen von ihrer weitergehenden Souveränität Gebrauch.
Berlin verblieb demgegenüber in der Verantwortung der vier Besatzungsmächte. Zwar hatte die DDR mit Art. 2 Satz 2 ihrer Verfassung vom 7. Oktober 1949 „Berlin“ zu ihrer Hauptstadt erklärt, während die Bundesrepublik „Groß-Berlin“ als zu ihr gehörig ansah, was in der alten Fassung des Art. 23 des Grundgesetzes vom 23. Mai 1949 zum Ausdruck kam:

„Dieses Grundgesetz gilt zunächst im Gebiete der Länder Baden, Bayern, Bremen, Groß-Berlin, Hamburg, Hessen, Niedersachsen, Nordrhein-Westfalen, Rheinland-Pfalz, Schleswig-Holstein, Württemberg-Baden und Württemberg-Hohenzollern. In anderen Teilen Deutschlands ist es nach deren Beitritt in Kraft zu setzen.“

Doch hatten die (West-)Alliierten weder West- noch Ost-Berlin je als Bestandteil der Bundesrepublik oder der DDR anerkannt, sondern Berlin (bzw. zumindest West-Berlin) entsprechend dem Viermächte-Status, der für Berlin fortgalt, als weiterhin besetztes Gebiet behandelt. Dies kommt auch im Viermächteabkommen über Berlin von 1971 zum Ausdruck, nach dem der Viermächtestatus für Berlin fortgalt.
Dieser Zustand in der Bundesrepublik, Berlin und der DDR blieb bestehen und änderte sich erst wieder im Rahmen der Wiedervereinigung 1990.

## Die Rechtslage des Deutschen Reiches
Während die Merkmale „Staatsvolk“ und „Staatsgebiet“ des Deutschen Reiches unstrittig bestanden (siehe dazu auch weiter unten), hing die Frage nach der Rechtslage ausschließlich von seinem Merkmal „Staatsgewalt“ ab. Hierzu bestanden verschiedene Untergangs- und Fortbestandstheorien. Existenz und Rechtsstellung der Bundesrepublik Deutschland und der DDR wurden auf der Basis dieser Theorien unterschiedlich gedeutet.

### Untergangstheorien
Untergangstheorien (Diskontinuitätstheorien) gehen davon aus, dass der bis 1945 Deutsches Reich genannte Staat als Subjekt des Völkerrechts unterging. Seit dem Untergang des Deutschen Reiches könne auch dessen Staatsrecht nicht mehr wirksam sein. Innerhalb dieser Theorie gibt es wiederum strittige Konzeptionen, zu welchem Zeitpunkt der Staat unterging. Die Staaten des Ostblocks und andere postulierten die völkerrechtliche Debellation des Deutschen Reiches, begründet mit der militärischen Niederlage 1945. Andere Konzeptionen sahen den Zeitpunkt der deutschen Staatsgründungen 1949 als ausschlaggebend an. Demnach existierte das Deutsche Reich bis 1949 und ging dann mit einer Dismembration unter, im Völkerrecht der Aufteilung eines Gesamtstaates in unabhängige Einzelstaaten. Bundesrepublik Deutschland und DDR wären folglich Nachfolgestaaten des Deutschen Reiches.

#### Debellationstheorie
Hans Kelsen hatte zu Beginn der wissenschaftlichen Völkerrechtsdiskussion bereits 1944 argumentiert, dass im Falle einer occupatio bellica Deutschlands durch die Alliierten, bei der die Staatsgewalt nur vorübergehend verdrängt gewesen wäre, diesen nach der Haager Landkriegsordnung ein bestimmtes Maß an Verwaltungsbefugnissen zustünde. Die Alliierten würden aber mit ihren Maßnahmen wie der Entnazifizierung, Umerziehung und Entmilitarisierung über dieses Maß hinausgehen. Es sei daher von einem Kondominium der Alliierten auszugehen, und Deutschland habe aufgehört als souveräner Staat zu existieren.
Problematisch an dieser Theorie ist, dass völkerrechtlich zur Ersetzung von Staatsgewalt ein Akt der Unterwerfung (debellatio) stattgefunden haben müsste. Bei einer Annexion wäre dies unproblematisch zu bejahen gewesen, doch lag im vorliegenden Fall ausdrücklich gerade keine Annexion vor. Es war also fraglich, ob die Staatsgewalt ersetzt worden war.

#### Dismembrationstheorie

Dismembration im Gegensatz zur Sezession

Die Dismembrationstheorie ging davon aus, dass das Deutsche Reich in die beiden deutschen Staaten Bundesrepublik und DDR zerfallen sei, von denen keiner mit dem Deutschen Reich identisch sei, und das Deutsche Reich daher aufgehört habe zu existieren.
Innerhalb der Dismembrationstheorie differierte der Zeitpunkt, zu dem der Zerfall stattgefunden haben sollte: Zum Teil wurde dies an die Gründung der beiden deutschen Staaten 1949 gekoppelt, nach anderer Ansicht fand der Zerfall mit der Anerkennung der Souveränität der beiden Staaten durch die jeweiligen Besatzungsmächte 1954 statt und eine weitere Meinung vertrat die Ansicht, dass der Zerfall mit Inkrafttreten des Grundlagenvertrags 1973 eingetreten sei.

### Fortbestandstheorien
Nach den Fortbestandstheorien besteht das Deutsche Reich fort. Bis zur Jalta-Konferenz in den ersten Monaten des Jahres 1945 galt es unter den Alliierten als ausgemacht, dass Deutschland zerstückelt werden müsse. Bis zur Konferenz von Potsdam, die vom 17. Juli bis 2. August 1945 dauerte, setzte sich jedoch die Tendenz durch, das von den Alliierten zu besetzende Gebiet Deutschlands als wirtschaftliche und auch als politische Einheit zu behandeln. Damit bekamen die Fortbestandstheorien mehr Gewicht.
Den Fortbestandstheorien ist gemein, dass sie nicht von einem wie auch immer gearteten Untergang des Deutschen Reiches ausgehen, sondern von seiner militärischen Besetzung (occupatio bellica). Die bedingungslose Kapitulation der Wehrmacht und die Übernahme der Staatsgewalt durch die Alliierten habe lediglich die Handlungsunfähigkeit des Deutschen Reiches bewirkt. Während seines Bestehens von 1945 bis 1948 nahm der Alliierte Kontrollrat demzufolge eine Doppelstellung ein; einerseits übte er treuhänderisch die Staatsgewalt des Deutschen Reiches aus, andererseits war er ein gemeinsames völkerrechtliches Organ der vier Besatzungsmächte und übte auch deren Staatsgewalt in Deutschland aus.
Bereits auf dem Verfassungskonvent auf Herrenchiemsee im August 1948 kam es hierüber zu einer heftigen Auseinandersetzung. Die bayerische Delegierten, vor allem Hans Nawiasky, vertraten die Untergangsthese und leiteten daraus eine Dominanz der Länder in dem neu zu schaffenden Weststaat ab. Dagegen vertrat der hessische Bevollmächtigte Hermann Brill, unterstützt von Carlo Schmid (beide SPD-Mitglieder), die Auffassung, 1945 sei lediglich die NS-Diktatur, nicht aber der deutsche Staat an sich untergegangen.

#### Dachtheorie/Teilordnungstheorie
Die Dach- beziehungsweise Teilordnungstheorie ging davon aus, dass es unter einem fiktiven Dach des Deutschen Reiches (innerhalb der deutschen Außengrenzen vom 31. Dezember 1937) die beiden nicht mit diesem identischen Teilordnungen der Bundesrepublik Deutschland und der DDR gäbe. Eine dieser staatlichen Teilordnungen (wegen der fehlenden demokratischen Legitimation der DDR kam nach verbreiteter Meinung im Westen nur die Bundesrepublik Deutschland in Frage) tritt als Repräsentant des über keine besonderen Organe mehr verfügenden Gesamtstaates Deutsches Reich auf und nimmt dessen Aufgaben und Rechte treuhänderisch wahr.

#### Staatskerntheorie
Die Staatskerntheorie ging davon aus, dass die Bundesrepublik mit dem Deutschen Reich identisch sei, differenzierte aber zwischen dem Staatsgebiet, welches das des Deutschen Reiches in den Grenzen vom 31. Dezember 1937 sei, und dem Geltungsbereich des Grundgesetzes, das dem Gebiet der Bundesrepublik entspräche.
Weniger verbreitet ist die Variante der Staatskerntheorie, dass die DDR mit dem Deutschen Reich identisch sei. Diese Annahme wurde von der DDR selbst in den 1950ern aufgegeben (s. u.), ist jedoch gerade deswegen interessant, weil diese Variante faktisch bedeuten würde, dass das Deutsche Reich 1990 der Bundesrepublik Deutschland „beigetreten“ wäre.

#### Kernstaatstheorie/Schrumpfstaatstheorie
Die Kernstaats- beziehungsweise Schrumpfstaatstheorie ging ebenso von der Identität der Bundesrepublik mit dem Deutschen Reich aus, nahm aber an, dass das Staatsgebiet des Deutschen Reiches auf das Staatsgebiet der Bundesrepublik geschrumpft sei.
Dies war die zur Zeit der Gründung der Bundesrepublik im Westen vorherrschende Theorie. In seiner Antrittsrede scheint dann auch der Staatspräsident der DDR Wilhelm Pieck sich auf diese Theorie zu beziehen und sie für die gerade gegründete DDR in Anspruch zu nehmen:

„Niemals wird die Spaltung Deutschlands, die Verewigung der militärischen Besetzung Westdeutschlands durch das Besatzungsstatut, die Losreißung des Ruhrgebietes aus dem deutschen Wirtschaftskörper von der Deutschen Demokratischen Republik anerkannt werden, und nicht eher werden wir ruhen, bis die widerrechtlich von Deutschland losgerissenen und dem Besatzungsstatut unterworfenen Teile Deutschlands mit dem deutschen Kerngebiet, mit der Deutschen Demokratischen Republik in einem einheitlichen demokratischen Deutschland vereinigt sind.“

#### Identitätstheorien
Identitätstheorien nehmen die rechtliche Identität eines der neu entstandenen Staaten mit dem Deutschen Reich an. Allein mit dem Deutschen Reich identisch zu sein vertrat die Bundesrepublik Deutschland bis etwa 1969 (Staatskerntheorie). Die Teilidentitätstheorie schließlich ging von der Identität beider deutscher Staaten mit dem Deutschen Reich aus, jeweils bezogen auf ihr Gebiet. Aus der Teilidentität ergab sich die Konsequenz, dass die Bundesrepublik Deutschland während der deutschen Teilung keine neuen Verpflichtungen und Rechte für Gesamtdeutschland begründen und insbesondere keinen Friedensvertrag abschließen konnte.

### Ansicht der DDR
Die DDR ging anfangs vom Fortbestand des Deutschen Reiches aus und vertrat zunächst die Auffassung, mit ihm identisch zu sein, woraus sie einen Alleinvertretungsanspruch für ganz Deutschland herleitete. Später ging sie dann von einer Teilidentität mit ihm aus.
Mitte der 1950er Jahre vertrat sie dann die Debellationstheorie und datierte den Untergang des Deutschen Reiches auf den 8. Mai 1945, den Tag der bedingungslosen Kapitulation der deutschen Wehrmacht. Mit Gründung der Bundesrepublik und der DDR 1949 seien dann zwei neue Staaten entstanden.

### Ansicht der Bundesrepublik
Die Bundesrepublik ging von Anfang an vom Fortbestand des Deutschen Reiches aus und vertrat zunächst die Auffassung, mit diesem sowohl als Rechtssubjekt als auch in staatsrechtlicher Hinsicht identisch zu sein. Hieraus leitete sie ebenfalls einen Alleinvertretungsanspruch für ganz Deutschland ab, den sie auch mittels der Hallstein-Doktrin durchzusetzen versuchte.
Auch das Bundesverfassungsgericht war in zahlreichen Entscheidungen vom Fortbestand des Deutschen Reiches ausgegangen:

„In wissenschaftlichen Erörterungen ist die Tatsache, daß nur die Wehrmacht und nicht die Regierung bedingungslos kapituliert hat, lediglich als Beweis für die Kontinuität eines einheitlichen Deutschland gewertet worden. Die Alliierten haben danach die Staatsgewalt in Deutschland kraft eigenen Okkupationsrechtes, nicht kraft Übertragung durch eine deutsche Regierung ausgeübt; die Staatsgewalt der später neu gebildeten deutschen Regierungsorgane beruht nicht auf einer Rückübertragung durch die Alliierten, sondern stellt ursprüngliche deutsche Staatsgewalt dar, die mit dem Zurücktreten der Okkupationsgewalt wieder frei geworden ist.“

„Diese Auslegung des Art. 11 GG ergibt sich nicht nur aus der im Grundgesetz verankerten grundsätzlichen Auffassung vom gesamtdeutschen Staatsvolk, sondern nicht minder aus der ebenfalls grundsätzlichen Auffassung vom gesamtdeutschen Staatsgebiet, und insbesondere von der gesamtdeutschen Staatsgewalt: Die Bundesrepublik Deutschland als der berufene und allein handlungsfähige Teil Gesamtdeutschlands, der staatlich wieder organisiert werden konnte, hat den Deutschen der sowjetischen Besatzungszone die Freizügigkeit auch wegen dieser grundsätzlichen Auffassung von dieser ihrer Position gewährt. Sie hat damit zugleich den Anspruch auf Wiederherstellung einer umfassenden deutschen Staatsgewalt gerechtfertigt und sich selbst als die Staatsorganisation des Gesamtstaates legitimiert, die bisher allein in Freiheit wieder errichtet werden konnte.“

1954 zitierte ein Urteil zu einer Verfassungsklage von ehemaligen Wehrmachtsangehörigen die Rechtssprüche von 1952 und 1953.
Im Jahr 1957 ergab sich die rechtliche Fragestellung aus Vorkriegsverträgen mit dem Heiligen Stuhl betreffend Religionsunterricht an den Schulen. Die Aussagen dazu lauteten:

„Die Annahme eines solchen Restbestandes gegenseitiger Rechtsbeziehungen setzt voraus, daß das Deutsche Reich als Partner eines solchen Rechtsverhältnisses über den 8. Mai 1945 hinaus fortbestanden hat, eine Rechtsauffassung, von der das Bundesverfassungsgericht […] ausgegangen ist.“

„Die rechtliche Struktur des staatlichen Partners hat sich freilich grundlegend gewandelt. Die Gewaltherrschaft brach zusammen. Das änderte aber nach herrschender und auch vom Gericht geteilter Auffassung nichts am Fortbestand des Deutschen Reichs und daher auch nichts am Fortbestand der von ihm geschlossenen internationalen Verträge […]“

„Das Deutsche Reich, welches nach dem Zusammenbruch nicht zu existieren aufgehört hatte, bestand auch nach 1945 weiter, wenn auch die durch das Grundgesetz geschaffene Organisation vorläufig in ihrer Geltung auf einen Teil des Reichsgebiets beschränkt ist, so ist doch die Bundesrepublik Deutschland identisch mit dem Deutschen Reich.“

Die Haltung der Bundesrepublik hinsichtlich ihrer staats- und völkerrechtlichen Identität bzw. ihres Alleinvertretungsanspruchs änderte sich erst in den 1960er Jahren im Rahmen der neuen Ostpolitik, in der die Hallstein-Doktrin zugunsten eines „Wandels durch Annäherung“ aufgegeben wurde. Aspekte verschiedener Fortbestandstheorien wurden vereinigt. Man gelangte zu der Auffassung, dass die beiden deutschen Staaten füreinander nicht Ausland sein könnten. Aus der neuen Ostpolitik ging auch der Grundlagenvertrag hervor.
In seinem Urteil von 1973 über den Grundlagenvertrag, über den es nach einem Antrag der Bayerischen Staatsregierung auf abstrakte Normenkontrolle zu entscheiden hatte, stellte auch das Bundesverfassungsgericht unter Kombination verschiedener Fortbestandstheorien fest:

„Das Grundgesetz – nicht nur eine These der Völkerrechtslehre und der Staatsrechtslehre! – geht davon aus, daß das Deutsche Reich den Zusammenbruch 1945 überdauert hat und weder mit der Kapitulation noch durch Ausübung fremder Staatsgewalt in Deutschland durch die alliierten Okkupationsmächte noch später untergegangen ist; das ergibt sich aus der Präambel, aus Art. 16, Art. 23, Art. 116 und Art. 146 GG. Das entspricht auch der ständigen Rechtsprechung des Bundesverfassungsgerichts, an der der Senat festhält. Das Deutsche Reich existiert fort […], besitzt nach wie vor Rechtsfähigkeit, ist allerdings als Gesamtstaat mangels Organisation, insbesondere mangels institutionalisierter Organe selbst nicht handlungsfähig.“

„Mit der Errichtung der Bundesrepublik Deutschland wurde nicht ein neuer westdeutscher Staat gegründet, sondern ein Teil Deutschlands neu organisiert (vgl. Carlo Schmid in der 6. Sitzung des Parlamentarischen Rates – StenBer. S. 70). Die Bundesrepublik Deutschland ist also nicht ‚Rechtsnachfolger‘ des Deutschen Reiches, sondern als Staat identisch mit dem Staat ‚Deutsches Reich‘, – in bezug auf seine räumliche Ausdehnung allerdings ‚teilidentisch‘, so daß insoweit die Identität keine Ausschließlichkeit beansprucht. Die Bundesrepublik umfaßt also, was ihr Staatsvolk und ihr Staatsgebiet anlangt, nicht das ganze Deutschland, unbeschadet dessen, daß sie ein einheitliches Staatsvolk des Völkerrechtssubjekts ‚Deutschland‘ (Deutsches Reich), zu dem die eigene Bevölkerung als untrennbarer Teil gehört, und ein einheitliches Staatsgebiet ‚Deutschland‘ (Deutsches Reich), zu dem ihr eigenes Staatsgebiet als ebenfalls nicht abtrennbarer Teil gehört, anerkennt. Sie beschränkt staatsrechtlich ihre Hoheitsgewalt auf den ‚Geltungsbereich des Grundgesetzes‘ […], fühlt sich aber auch verantwortlich für das ganze Deutschland (vgl. Präambel des Grundgesetzes). Derzeit besteht die Bundesrepublik aus den in Art. 23 GG genannten Ländern, einschließlich Berlin; der Status des Landes Berlin der Bundesrepublik Deutschland ist nur gemindert und belastet durch den sog. Vorbehalt der Gouverneure der Westmächte […]. Die Deutsche Demokratische Republik gehört zu Deutschland und kann im Verhältnis zur Bundesrepublik Deutschland nicht als Ausland angesehen werden“

Im Teso-Beschluss von 1987 (vgl. Artikel 116 GG) führte das Bundesverfassungsgericht aus:

„Der Parlamentarische Rat hat das Grundgesetz nicht als Akt der Neugründung eines Staates verstanden; er wollte ‚dem staatlichen Leben für eine Übergangszeit eine neue Ordnung‘ geben, bis die ‚Einheit und Freiheit Deutschlands‘ in freier Selbstbestimmung vollendet sei (Präambel des Grundgesetzes). Präambel und Art. 146 GG fassen das gesamte Grundgesetz auf dieses Ziel hin ein: der Verfassungsgeber hat dadurch den Willen zur staatlichen Einheit Deutschlands normiert, der wegen der zwischen den Besatzungsmächten ausgebrochenen weltpolitischen Spannungen ernsthafte Gefahr drohte. Er wollte damit einer staatlichen Spaltung Deutschlands entgegenwirken, soweit dies in seiner Macht lag. Es war die politische Grundentscheidung des Parlamentarischen Rates, nicht einen neuen (‚westdeutschen‘) Staat zu errichten, sondern das Grundgesetz als Reorganisation eines Teilbereichs des deutschen Staates – seiner Staatsgewalt, seines Staatsgebiets, seines Staatsvolkes – zu begreifen. Dieses Verständnis der politischen und geschichtlichen Identität der Bundesrepublik Deutschland liegt dem Grundgesetz zugrunde. Das Festhalten an der deutschen Staatsangehörigkeit in Art. 116 Abs. 1, Art. 16 Abs. 1 GG und damit an der bisherigen Identität des Staatsvolkes des deutschen Staates ist normativer Ausdruck dieses Verständnisses und dieser Grundentscheidung.“

„Schon Art. 116 Abs. 1 Halbsatz 2 GG zeigt, daß das Grundgesetz von einer Regelungskompetenz über Fragen der deutschen Staatsangehörigkeit von Personen ausgeht, für die eine Anknüpfung an den Gebietsstand des Deutschen Reiches am 31. Dezember 1937 – und damit auch über den räumlichen Anwendungsbereich des Grundgesetzes hinaus – gegeben ist.“

„Der Senat hat wiederholt ausgesprochen, daß das Grundgesetz vom Fortbestand des deutschen Staatsvolkes ausgeht […] und die Bundesrepublik, was ihr Staatsvolk und Staatsgebiet angeht, nicht ganz Deutschland umfaßt. Auch nach Abschluß des Grundlagenvertrages ist die Deutsche Demokratische Republik ‚ein anderer Teil Deutschlands‘, sind etwa ihre Gerichte ‚deutsche Gerichte‘ […]. Erst wenn eine Trennung der Deutschen Demokratischen Republik von Deutschland durch eine freie Ausübung des Selbstbestimmungsrechts besiegelt wäre, ließe sich die in der Deutschen Demokratischen Republik ausgeübte Hoheitsgewalt aus der Sicht des Grundgesetzes als eine von Deutschland abgelöste fremdstaatliche Gewalt qualifizieren.“

„Weder das Grundgesetz selbst […] noch die auf seiner Grundlage gebildeten Staatsorgane der Bundesrepublik Deutschland haben diesen Vorgang als Untergang des deutschen Staates bewertet. Die Bundesrepublik Deutschland betrachtete sich vielmehr von Beginn an als identisch mit dem Völkerrechtssubjekt Deutsches Reich. An dieser Subjektsidentität hat nichts zu ändern vermocht, daß sich die gebietsbezogene Hoheitsgewalt der Bundesrepublik Deutschland auf den räumlichen Anwendungsbereich des Grundgesetzes beschränkt. Selbst eine endgültige Statusänderung von Teilen seines Staatsgebiets ändert nach Völkerrecht die Identität eines staatlichen Völkerrechtssubjekts nicht.“

Diese staatsrechtlichen Beurteilungen durch die Bundesrepublik bzw. ihre Organe hatten allerdings nur insofern Bedeutung für die völkerrechtliche Frage nach der Rechtslage des Deutschen Reiches, als dass damit die Rechtsauffassung der Bundesrepublik dargelegt war.

### Völkerrechtlicher Status
Völkerrechtlich wurde das Deutsche Reich zumeist als fortbestehend behandelt, was insbesondere Zweifel am Bestehen effektiver Staatsgewalt kompensieren kann. Die Besatzungsmächte erließen zahlreiche Rechtsakte, in denen implizit oder explizit auf die Rechte und Verantwortlichkeiten für „Deutschland als Ganzes“ Bezug genommen wurde. Bevor die DDR die Debellationstheorie vertrat, ging auch sie vom Fortbestand des Deutschen Reiches aus (s. o.). Der Heilige Stuhl ging vom Fortbestehen des Deutschen Reiches in Gestalt der Bundesrepublik aus, indem er das am 20. Juli 1933 zwischen ihm und dem Deutschen Reich geschlossene Konkordat als zwischen ihm und der Bundesrepublik fortbestehend behandelte, und rügte, dass das Land Niedersachsen durch den Erlass des Gesetzes über das öffentliche Schulwesen in Niedersachsen vom 14. September 1954 gegen dieses Konkordat verstoßen habe (vgl. BVerfGE 6, 309 – Reichskonkordat).
Weitere Nachweise finden sich im Teso-Beschluss des Bundesverfassungsgerichts (BVerfGE 77, 137 (157 ff.)).
Es wird auch darauf hingewiesen, dass „die Bundesrepublik Deutschland den westlichen Staaten gegenüber von der in ständiger, durch Rechtsüberzeugung getragener Praxis der Bundesrepublik und der Drittstaaten behaupteten Identität der Bundesrepublik mit dem Deutschen Reich möglicherweise nicht mehr abrücken [kann], weil diese Praxis […] Völkergewohnheitsrecht begründet hat; durch die einfache Behauptung der Identitätsthese durch die Bundesrepublik und ihre Anerkennung durch Drittstaaten würde eine solche völkerrechtliche Bindung allein nicht eingetreten sein“.
Schweitzer weist daneben aber auch auf die seiner Einschätzung nach vertretbare Meinung hin, dass das Deutsche Reich durch Dismembration untergegangen sei und mit der Gründung von Bundesrepublik und DDR zwei neue Staaten entstanden seien.
Des Weiteren wurde im Londoner Schuldenabkommen und der weiteren Wiedergutmachungspolitik die Bundesrepublik von der internationalen Staatengemeinschaft als in rechtlicher Hinsicht identisch mit dem Deutschen Reich akzeptiert.

## Rechtliche Konsequenzen für die Wiedervereinigung Deutschlands
Das Thema wurde erneut aktuell anlässlich des Beitritts der DDR zum Geltungsbereich des Grundgesetzes 1990 (im Gegensatz zum Rechtsterminus „Beitritt“ oftmals ungenau als „deutsche Wiedervereinigung“ bezeichnet).
Relevant war die Klärung der Rechtslage etwa zur Beantwortung der Frage, ob die Bundesrepublik Deutschland der Nachfolgestaat des Deutschen Reiches (mit allen damals noch nicht kodifizierten Implikationen der Staatensukzession wie beispielsweise der Weitergeltung von völkerrechtlichen Verträgen) oder aber mit diesem völkerrechtlich identisch sei. Weiterhin hing von der Klärung auch ab, wer gegebenenfalls vertretungsberechtigt sei und Gebietsansprüche anerkennen oder auf diese verzichten könne.

Auch staats- und verfassungsrechtlich war die Frage von Bedeutung: Während sich die Bundesrepublik im Fall des Untergangs des Deutschen Reiches neu hätte konstituieren müssen, wäre andernfalls lediglich eine Neuorganisation nötig gewesen, da bei Kriegsende der deutsche Staat durch die Zerschlagung des nationalsozialistischen Herrschaftsapparats desorganisiert worden war. Davon hing wiederum die Frage ab, ob zur Schaffung des Grundgesetzes für die Bundesrepublik Deutschland (GG) die Zustimmung allein der einzelnen – dann insofern souveränen – deutschen Länder nötig war, oder ob die konstitutive Gewalt originär bei der Gesamtheit des auf die einzelnen Länder verteilten deutschen Volkes lag.
Völkerrechtlich ist die Rechtslage insoweit komplex, als die Besetzung und Übernahme der Regierungsverantwortung nicht den Vorgaben der Haager Landkriegsordnung entsprach oder an der klassischen Drei-Elemente-Lehre von Georg Jellinek gemessen wurde. Für die Qualifikation eines Staates als Völkerrechtssubjekt sind nach letzterer die drei Merkmale Staatsgebiet, Staatsvolk und effektive Staatsgewalt konstitutiv. Bei der bedingungslosen Kapitulation der deutschen Streitkräfte am 7. und 8. Mai 1945, welche nach Auffassung von Dieter Blumenwitz „auch nur ein militärischer Akt [war] und deshalb die rechtliche Substanz der deutschen Staatsgewalt nicht entscheidend treffen [konnte]“, wurde Deutschland faktisch dennoch jeglicher exekutiver Gewalt enthoben, existierte als völkerrechtliches Subjekt jedoch weiter.
Das Thema beinhaltet bedeutende rechtstheoretische Aspekte und berührt wesentliche Grundlagen des internationalen Rechts.

## Lage nach dem Beitritt der DDR zur Bundesrepublik

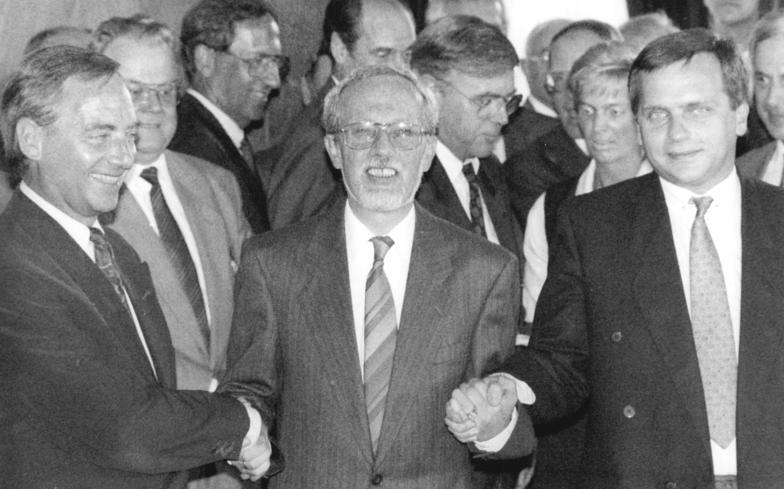
Einigungsvertrag 1990: Die Unterhändler Schäuble (Bundesrepublik, links) und Krause (DDR, rechts), dazwischen DDR-Ministerpräsident de Maizière

Der Vertrag zwischen der Bundesrepublik Deutschland und der Deutschen Demokratischen Republik über die Herstellung der Einheit Deutschlands vom 31. August 1990 regelte in Artikel 1 Absatz 1, dass „mit dem Wirksamwerden des Beitritts der Deutschen Demokratischen Republik zur Bundesrepublik Deutschland“ am 3. Oktober 1990 („Wiedervereinigung“) „die Länder Brandenburg, Mecklenburg-Vorpommern, Sachsen, Sachsen-Anhalt und Thüringen Länder der Bundesrepublik Deutschland“ wurden, womit die DDR als Völkerrechtssubjekt unterging, während die Bundesrepublik fortbestand (davon gingen auch die Vertragsparteien selbst aus, vgl. Artikel 11 und 12). Folgt man der Fortbestandstheorie, so ist die Bundesrepublik seitdem nicht mehr nur teilidentisch, sondern (voll) subjektsidentisch mit dem Deutschen Reich.
Gemäß der Drei-Elemente-Lehre, wonach der Staat als rechtliche Zurechnungseinheit ein Staatsgebiet, ein Staatsvolk und eine Staatsgewalt voraussetzt, ergibt sich folgende Argumentationskette:

### Staatsvolk
Ein Staatsvolk ist die Gesamtheit der physischen Staatsangehörigen. Erwerb und Verlust der Staatsangehörigkeit richten sich nach dem innerstaatlichen Recht des jeweiligen Staates, das – sofern tatsächlich eine genuine Verbindung zwischen Staat und Person besteht – auch völkerrechtlich relevant ist.
Erwerb und Verlust der deutschen Staatsangehörigkeit richten sich nach dem Reichs- und Staatsangehörigkeitsgesetz vom 22. Juli 1913 (RGBl. 1913 S. 583), das mit einigen Änderungen auch heute noch unter dem Titel Staatsangehörigkeitsgesetz fortgilt. Ob darüber hinaus auch Artikel 116 Absatz 1 GG eine völkerrechtlich relevante Aussage über den Umfang der deutschen Staatsangehörigkeit enthält, ist umstritten.
Bereits im Teso-Beschluss von 1987 hatte das Bundesverfassungsgericht entschieden, dass auch die Personen, denen die Staatsbürgerschaft der DDR verliehen worden war, im Rahmen des ordre public deutsche Staatsangehörige waren:

„Der Erwerb der Staatsbürgerschaft der Deutschen Demokratischen Republik durch den Beschwerdeführer bewirkte, daß er zugleich die deutsche Staatsangehörigkeit im Sinne der Art. 16 Abs. 1, 116 Abs. 1 GG erworben hat. Diese Rechtswirkung trat nicht kraft oder aufgrund eines Erwerbstatbestandes des Reichs- und Staatsangehörigkeitsgesetzes ein […]. Indes folgt aus dem Gebot der Wahrung der Einheit der deutschen Staatsangehörigkeit (Art. 116 Abs. 1, 16 Abs. 1 GG), das eine normative Konkretisierung des im Grundgesetz enthaltenen Wiedervereinigungsgebots ist, daß dem Erwerb der Staatsbürgerschaft der Deutschen Demokratischen Republik für die Rechtsordnung der Bundesrepublik Deutschland in den Grenzen des ordre public die Rechtswirkung des Erwerbs der deutschen Staatsangehörigkeit beizumessen ist.“

Dieses Staatsmerkmal stand nie wirklich in Frage.

### Staatsgebiet
Staatsgebiet ist der das Landgebiet, das Küstenmeer und das Luftgebiet umfassende Raum, der unter territorialer Souveränität eines Staates steht. Das Staatsmerkmal „Staatsgebiet“ war nicht als solches umstritten, wohl aber in Hinsicht auf die Ausdehnung auf dem Land.
Bereits in Art. 7 Abs. 1 des 1955 in Kraft getretenen Deutschlandvertrags von 1952 (s. o.) hatten die Vertragsparteien Bundesrepublik Deutschland, Vereinigte Staaten von Amerika, Vereinigtes Königreich von Großbritannien und Nordirland sowie die Französische Republik festgestellt, dass die endgültige Festlegung der Grenzen Deutschlands bis zu einer frei verhandelten Friedensvereinbarung (im Potsdamer Protokoll als „Friedensregelung“ bezeichnet) aufgeschoben werden müsse:

„Die Unterzeichnerstaaten sind darüber einig, daß ein wesentliches Ziel ihrer gemeinsamen Politik eine zwischen Deutschland und seinen ehemaligen Gegnern frei vereinbarte friedensvertragliche Regelung für ganz Deutschland ist, welche die Grundlage für einen dauerhaften Frieden bilden soll. Sie sind weiterhin darüber einig, daß die endgültige Festlegung der Grenzen Deutschlands bis zu dieser Regelung aufgeschoben werden muß.“

Neben eher unproblematischen Verträgen der Bundesrepublik zur Grenzberichtigung mit Belgien (24. September 1956), Luxemburg (11. Juli 1959), den Niederlanden (8. April 1960 und 30. Oktober 1980), der Schweiz (23. November 1964 und 25. April 1977) und Österreich (29. Februar 1972 und 20. April 1977) gab es um die Grenze zu Polen lange Zeit Meinungsverschiedenheiten.

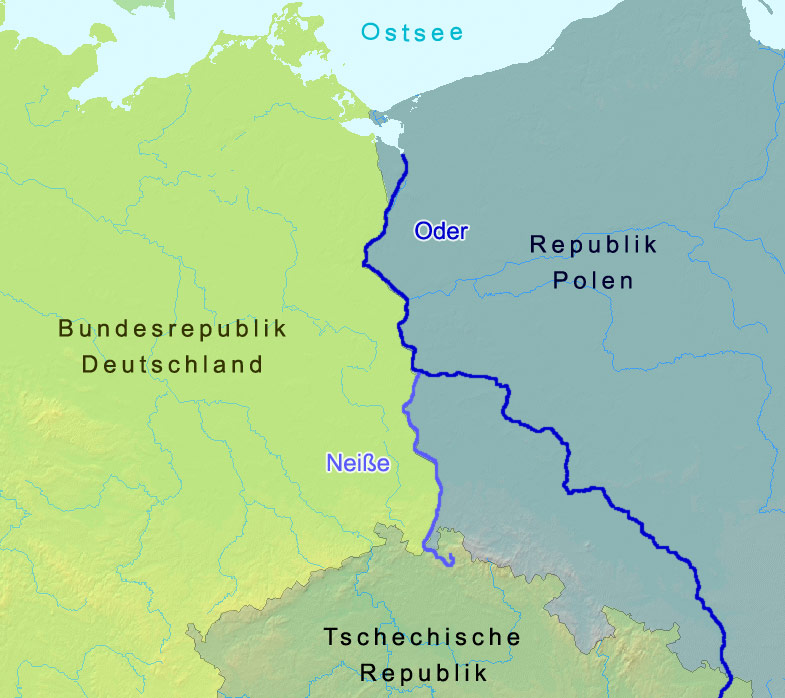
Oder-Neiße-Linie

Eine Regelung bezüglich der deutschen Ostgrenze gab es erstmals im Potsdamer Abkommen vom 2. August 1945, in dem die östlich der Oder-Neiße-Linie gelegenen Gebiete des Deutschen Reiches als „ehemalige deutsche Gebiete“ bezeichnet wurden. Die endgültige Grenzziehung wurde gleichwohl einem Friedensvertrag vorbehalten. Auch im Grenzvertrag zwischen der Sowjetunion und der Volksrepublik Polen vom 16. August 1945 wurde die endgültige Grenzziehung noch einem Friedensvertrag vorbehalten. In dem am 6. Juli 1950 zwischen der DDR und Polen geschlossenen Görlitzer Vertrag gingen die Vertragsparteien dann von einer Souveränität Polens über die Gebiete östlich der Oder-Neiße-Linie aus. Im Warschauer Vertrag vom 7. Dezember 1970 zwischen der Bundesrepublik und Polen erkannte auch die Bundesrepublik diese Grenze an.
Im Vorfeld der Wiedervereinigung Deutschlands forderte dann insbesondere Polen eine endgültige Regelung. Daraufhin fassten der Deutsche Bundestag und die Volkskammer der DDR am 21. Juni 1990 gleichlautende Entschließungen, in denen sie ihren Willen zum Ausdruck brachten, die in den vorangegangenen Verträgen festgelegte Grenze endgültig durch völkerrechtlichen Vertrag festzulegen. Dies geschah noch im selben Jahr durch den zwischen der Bundesrepublik und der DDR sowie den vier Siegermächten abgeschlossenen Zwei-plus-Vier-Vertrag vom 12. September und den zwischen der Bundesrepublik und Polen geschlossenen deutsch-polnischen Grenzvertrag vom 14. November:

„Die Vertragsparteien bestätigen die zwischen ihnen bestehende Grenze, deren Verlauf sich nach dem Abkommen vom 6. Juni 1950 zwischen der Deutschen Demokratischen Republik und der Republik Polen über die Markierung der festgelegten und bestehenden deutsch-polnischen Staatsgrenze und den zu seiner Durchführung und Ergänzung geschlossenen Vereinbarungen (Akt vom 27. Januar 1951 über die Ausführung der Markierung der Staatsgrenze zwischen Deutschland und Polen; Vertrag vom 22. Mai 1989 zwischen der Deutschen Demokratischen Republik und der Volksrepublik Polen über die Abgrenzung der Seegebiete in der Oderbucht) sowie dem Vertrag vom 7. Dezember 1970 zwischen der Bundesrepublik Deutschland und der Volksrepublik Polen über die Grundlagen der Normalisierung ihrer gegenseitigen Beziehungen bestimmt.“

Vom völkerrechtlichen Aspekt her war nicht von einer Illegitimität der deutschen Bundesregierung auszugehen. Selbst wenn die Regierung sich an die Macht geputscht hätte, wäre der von ihr geschlossene Grenzvertrag wirksam, da es im Völkerrecht nur auf das Bestehen von Staatsgewalt, nicht auf ihre Art ankommt.

Nachdem damit die Grenzziehung endgültig geregelt war, waren nur noch die in diesem Kontext irrelevanten Fragen nach eventuellen Entschädigungen zu klären.
Heute ist lediglich noch ein Teil des Grenzverlaufs am Bodensee ungewiss. Anders als bei Grenzflüssen, wie beim Dollart, durch die der Grenzverlauf bei Fehlen einer grenzvertraglichen Vereinbarung nach einheitlichen völkerrechtlichen Regelungen bestimmt wird, gibt es für Grenzseen nämlich keine solchen völkerrechtlichen Regelungen. Während der Grenzverlauf im Untersee und in der Konstanzer Bucht durch Verträge zwischen Baden und der Schweiz (20. und 31. Oktober 1854 sowie 28. April 1878) und zwischen dem Deutschen Reich und der Schweiz (24. Juni 1878) festgelegt und der Überlinger See unbestritten deutsches Staatsgebiet ist, ist der Grenzverlauf im restlichen Teil des Obersees zwischen Deutschland, Österreich und der Schweiz noch nicht geklärt.

### Staatsgewalt
Staatsgewalt im Sinne des Völkerrechts ist das souveräne Recht zur Ausübung von Gewalt gegen Menschen und Sachen und schließt die Personalhoheit über die eigenen Staatsangehörigen wie auch die Gebietshoheit gegenüber Menschen und Sachen innerhalb des Staatsgebietes mit ein.
In Art. 7 des Zwei-plus-Vier-Vertrags vom 12. September 1990 hieß es dazu:
Damit war die Wiedererlangung der vollen Souveränität festgeschrieben. Da der Vertrag jedoch erst mit der Ratifikation aller Vertragsstaaten am 13. April 1991 wirksam wurde, gaben die vier Siegermächte für den Zeitraum ab dem 3. Oktober 1990 die Erklärung zur Aussetzung der Wirksamkeit der Vier-Mächte-Rechte und -Verantwortlichkeiten ab.
Mit der Wiedervereinigung ist die Frage nach der Unterscheidung zwischen der gesamtdeutschen Staatsgewalt als der Staatsgewalt des Deutschen Reiches und der Staatsgewalt der Bundesrepublik hinfällig. Folgte man der Dismembrationstheorie, so war das Deutsche Reich bereits 1949, 1954 oder 1973 untergegangen (s. o.). Folgt man hingegen der Fortbestandstheorie, so kann die Gründung der DDR als Sezessionsversuch angesehen werden. Folge der Sezession wäre dann das Schrumpfen des Deutschen Reiches auf das Gebiet der Bundesrepublik gewesen. Rückblickend hätte diese Sezession wegen der Wiedervereinigung als gescheiterter Versuch gewertet werden müssen.

## Politische Agitation
Die selbsternannten kommissarischen Reichsregierungen und andere, teilweise rechtsextreme Gruppierungen innerhalb der „Reichsbürgerbewegung“ propagieren mit Verweis auf einige der oben beschriebenen Aspekte, das Deutsche Reich als solches bestehe aus völkerrechtlicher Sicht immer noch und die Bundesrepublik Deutschland wäre ein illegitimes Regime. Hierzu zitieren sie einige – allerdings nur sehr ausgewählte Teile – der genannten Entscheidungen des Bundesverfassungsgerichts und wissenschaftliche Aufsätze, interpretieren diese jedoch auf eine allgemein nicht akzeptierte Weise bis ins Gegenteil. Insbesondere werden die räumliche Identität und die Identität als Völkerrechtssubjekt nicht voneinander getrennt: Die räumliche war 1973 unstrittig nicht gegeben. Aber als Völkerrechtssubjekt betrachtete sich die Bundesrepublik stets als identisch mit dem Deutschen Reich und ist somit quasi das Deutsche Reich, nur unter einem anderen Namen. Ebendies schreibt auch das BVerfG: „Die Bundesrepublik Deutschland ist […] als Staat identisch mit dem Staat ‚Deutsches Reich‘ […]“ (E 36, 1 (16)).
Die Ansichten dieser Personen und Gruppen sind für die Beurteilung der Rechtslage von keinerlei Bedeutung. Gerichtliche Entscheidungen bezeichnen sie als „ideologisch bedingte Wahnvorstellungen“, die „gemeinhin allenfalls von rechtsradikalen Agitatoren […] oder von Psychopathen vertreten“ würden.
Die Bundesregierung stuft die „Reichsbürgerbewegung“ als Gefahr für die innere Sicherheit ein, da das Risiko einer Radikalisierung von Einzeltätern bestehe, die nach dem Vorbild von Anders Behring Breivik oder dem Nationalsozialistischen Untergrund (vgl. „NSU-Morde“) Straftaten begehen könnten.

## Rezeption in den Gesellschaftswissenschaften
Wie der Rechtshistoriker Bernhard Diestelkamp 1980 feststellte, widerspricht die Theorie zur Rechtslage Deutschlands, das Deutsche Reich habe als Staat den Zusammenbruch 1945 überdauert, den Ergebnissen der zeitgeschichtlichen Forschung. Denn in der historisch-politischen Interpretation des Kriegsendes gilt die Staatlichkeit des Deutschen Reiches zumeist als ausgelöscht. Wolfgang Schieder etwa sah die „Staatlichkeit des Deutschen Reichs“ durch die Berliner Erklärung vom 5. Juni 1945 „ausgelöscht“. Nach Heinrich August Winkler gab es „keine deutsche Staatsgewalt mehr“. Der Philosoph Hermann Lübbe sprach in einem Vortrag 1983 vom „Reichsuntergang“. Otto Dann beschreibt die Übernahme der obersten Regierungsgewalt durch die Alliierten als Zerstörung des Deutschen Reichs: „Die politischen Organe des Reiches wurden aufgelöst. Das Deutsche Reich als Träger politischer Souveränität hatte damit aufgehört zu existieren.“ Hans-Ulrich Wehler und andere Historiker beschrieben die Entstehung von Bundesrepublik Deutschland und DDR daher als „Staatsgründung“, was die Annahme voraussetzt, dass der zuvor bestehende Staat nicht mehr existierte. Der Politikwissenschaftler Otwin Massing polemisiert, das Urteil des Bundesverfassungsgerichts zum Grundlagenvertrag halte „an der These von Deutschlands Fortexistenz im Nirgendwo fest – ob man es in die Transzendenz metaphysischer Wesenheiten versetzt, in der illusionären Scheinwelt rechtsdogmatischer Semantik lokalisiert, oder ob man es, wie bisher geschehen, in die Höhle des Mythos verbannt, Produkt eigener Projektionswünsche sowie Verlust- und Versagungsängste“. Diese These sei ein reiner Geschichtsmythos, denn auch Joachim Fest gehe von einem endgültigen Untergang des Deutschen Reiches aus. Der Politikwissenschaftler Herfried Münkler widerspricht Massing, insofern die Fortbestandsthese weder eine narrative Struktur noch ikonische Momente aufweise – beides konstitutive Elemente eines Mythos. Er nennt sie dagegen eine Rechtsfiktion und schreibt, 1945 habe das Deutsche Reich „als politisch souveräner Akteur zu bestehen aufgehört.“ Die Bezeichnung „Rechtsfiktion“ findet sich auch in mehreren geschichtswissenschaftlichen Werken. Der Historiker Manfred Görtemaker nennt die herrschende Lehre der bundesrepublikanischen Staats- und Völkerrechtslehre, wonach das Reich lediglich seine „Willens- und Handlungsfähigkeit“ eingebüßt habe, aber nie rechtlich aufgehört habe zu bestehen, „kaum mehr als ein rechtsdogmatisches Denkspiel“.
Diestelkamp beklagt in diesem Zusammenhang Missverständnisse juristischer Denkweise durch die Historiker. Die Theorie vom Fortbestand des Reiches sei ein Musterbeispiel für die historische Wirkung rechtlicher Kategorien, die auch Historiker nicht ignorieren dürften. Aber Juristen sollten andererseits den Widerspruch zwischen rechtlicher Position und historischer Erkenntnis zur Kenntnis nehmen. Auch der Historiker Walter Schwengler bedauert, dass Historiker nur geringes Interesse für die Feststellungen und Interpretationen der Staats- und Völkerrechtler zeigten. Nach Ansicht des Rechtshistorikers Joachim Rückert glauben sie, „zwischen Rechts-Gespenstern und dem gesunden Historikerverstand“ wählen zu müssen. Da diese Alternative falsch sei, plädiert Rückert für eine Verbindung beider Perspektiven und für eine stärkere Rezeption rechtlicher Fragen bei der Darstellung des Zusammenbruchs des NS-Staates.

## Bedeutung
Der Fortbestand Deutschlands als völkerrechtliches Subjekt durch alle Umbrüche seit mindestens 1871 bis zur heutigen Gestalt der Bundesrepublik Deutschland wird nicht mehr angezweifelt. Davon geht auch die herrschende Meinung in der Rechtswissenschaft aus, genau wie die für sie sprechenden Organe der Bundesrepublik. Letztendlich kann dies jedoch weder bewiesen noch widerlegt werden, da es sich bei juristischen Streitfragen nicht um einen wie in den Naturwissenschaften experimentell untersuchbaren Zustand handelt.
Geht man vom Fortbestehen aus, so stellt sich die Frage nach dessen Bedeutung. Unmittelbar würde das Fortbestehen nur die völkerrechtliche Kontinuität der Rechtspersönlichkeit des Staates als Völkerrechtssubjekt bedeuten. Viel interessanter erscheint jedoch, was die Fortexistenz mittelbar ausschließen würde. Wenn etwa Verschwörungstheoretiker vom Fortbestand ausgehen, so schließt das bereits ihre weitergehende Behauptung, dass die Bundesrepublik Deutschland „nicht existent“ oder „illegal“ sei, aus. Denn legt man die für einen Staat konstitutiven, aber eben auch essentiellen Elemente „Staatsgebiet“, „Staatsvolk“ und „Staatsgewalt“ zugrunde, so ist spätestens mit dem Beitritt der DDR zur Bundesrepublik Deutschland und der (Wieder-)Erlangung der vollen Souveränität der Bundesrepublik entweder das Deutsche Reich ermangels effektiver Staatsgewalt endgültig untergegangen und auf seinem Staatsgebiet ein neuer Staat, die Bundesrepublik, entstanden, oder die Bundesrepublik ist völkerrechtlich vollidentisch mit dem Deutschen Reich. Dessen Gebiet wurde mithin spätestens aufgrund des Beitritts der DDR zur Bundesrepublik Deutschland und mit der Wiedererlangung der vollen Souveränität – der Vollendung der deutschen Einheit – rechtswirksam verkleinert, wobei für das Staatsmerkmal Staatsgebiet aber auch gar nicht dessen Größe, sondern ausschließlich seine Existenz von Belang ist.
Mit der „Illegalität“ der Bundesrepublik könnte in diesem Kontext auch gar nicht völkerrechtliche Illegalität gemeint sein. Die drei Staatselemente sind konstitutiv für die Staatsqualität, es bedarf heute ganz herrschend also bei deren Vorliegen keines weiteren expliziten oder konkludenten Anerkennungsaktes durch andere Völkerrechtssubjekte respektive eines Urteils der Staatengemeinschaft. Die Anerkennung durch andere Staaten hat nur deklaratorischen Charakter und demnach keine Bedeutung für das Bestehen eines Staates. Die Kategorien legal/illegal gibt es in diesem Zusammenhang also nicht.
Ebenso wenig Sinn ergibt die Behauptung, die Bundesrepublik sei verfassungsrechtlich illegal. Die zugrundezulegende Verfassung ist in jedem der beiden möglichen Fälle (siehe oben) das deutsche Grundgesetz: Geht man vom Untergang des Deutschen Reiches aus, so hätte sich die neu entstandene Bundesrepublik Deutschland eine neue Verfassung, das Grundgesetz, gegeben. Bei Fortbestehen des Deutschen Reiches hätte sich die mit diesem vollidentische Bundesrepublik eine neue Verfassung gegeben, wie schon zuvor in der Geschichte des Deutschen Reiches (die Bismarcksche Reichsverfassung vom 16. April 1871 wurde mit Einführung der Verantwortlichkeit der Regierung gegenüber dem Parlament und damit der parlamentarischen Monarchie durch die Oktoberreform vom 28. Oktober 1918 gravierend geändert; die Weimarer Verfassung vom 11. August 1919 war ein vollständiger Bruch mit der vorherigen Reichsverfassung). Die Bundesrepublik unter dem Bonner Grundgesetz muss aber an sich selbst gemessen mit sich selbst übereinstimmen, kann also nicht „verfassungsrechtlich illegal“ sein.

„Das Deutsche Reich in seiner historischen Gestalt ist spätestens mit der bedingungslosen Kapitulation aller Streitkräfte vom 7. und 8. Mai 1945 institutionell vollständig zusammengebrochen. Seine damals noch vorhandenen Organe und sonstigen staatsrechtlichen Strukturen sind im Mai 1945 auf allen Ebenen endgültig weggefallen, an ihre Stelle sind in den folgenden Jahren, zuletzt durch die deutsche Wiedervereinigung vom 3. Oktober 1990, neue, durch allgemeine Wahlen historisch und rechtlich uneingeschränkt legitimierte Strukturen getreten.“